# Филозофија психологије
Филозофија психологија се односи на питања теоријске основе савремене психологије. Нека од ових питања су епистемолошка забринутост због методологије психолошких истраживања. На пример:
- Која је најбоља методологија за психологију: ментализам, бихевиоризам или компромис?
- Да ли је самопосматрање валидна метода прикупљања података?
- Да ли се доживљаји човека (емоције, жеље, уверења и слично) могу мерити објективно?

Друга питања у филозофији психологије су филозофска питања о природи ума, мозгу и знању. Она се обично сматрају као део когнитивне науке или филозофије духа, на пример:
- Шта је когнитивни модул?
- Да ли су људи рационална бића?

Филозофија психологија прати рад когнитивне неурологије, еволуционе психологије и вештачке интелигенције. Она преиспитује да ли се психолошки феномени могу објаснити помоћу метода неуронауке, еволуционе теорије и нумеричке симулације.

## Историја
Филозофија психологија је релативно нова област филозофије, јер је "научна" психологија, односно психологија која користи експерименте уместо самопосматрања, настала тек у 19. веку. Један од задатака филозофије психологије је да процени предности различитих школа психологије. Теме које спадају у филозофију духа су много старије. На пример, питања о самој природи ума, квалитету искуства и конкретна питања попут спора између дуализма и монизма су део филозофије вековима.

## Сличне области
Слична питањима филозофије психологије су филозофска и епистемолошка питања о клиничкој психијатрији и психопатологији. Филозофија психијатрије испитује улогу вредности у психијатрији. Цињ филозофије психопатологије је да открије конструктивну делатност основног описа психичких феномена.

## Главни правци

### Психоанализа
Доктрина коју је створио Фројд би требало да пружи људском "Ја" више слободе од инстинктивних и неразумних жеља на основу анализе несвесног током дијалога са психологом. Касниje је дошло до расцепа психоаналитичког покрета, део је почео да тумачи психоанализу као праксу рада са архетиповима, део је почео да критикује друштвена ограничења несвесног, касније се појавила структурна психоанализа Лакана, тумачећи несвесно као језик.

### Феноменолошка психологија
Едмунд Хусерл је напустио физикализам већине психолошких учења свог времена, почевши да схвата свест као једину стварност доступну поузданој спознаји. Његов ученик Хајдегер је овоме додао тврдњу о фундаменталној коначности човека и претњи губитка аутентичности у техничком свету, чиме је започео егзистенцијалну психологију. 

### Функционализам
У оквиру функционализма психа се тумачи као извод активности спољних стимуланса, лишена њене суштинске аутономије, негира се слобода воље, што је утицало на бихејвиоризам убудуће, један од твораца функционализма био је Џејмс, који је такође близак прагматизму, где деловање човека постаје важније од питања и сумњи о суштини света и самог човека.

### Структурализам
Општепризнати творац психологије као науке, В. Вундт, описао је исконске структуре психе које одређују перцепцију и понашање, али се суочио са проблемом немогућности директног приступа тим структурама и магловитости њиховог описа. Пола века касније, његове идеје, у комбинацији са семиотиком Сосира, снажно су утицале на општи хуманитарни ток структурализма и који су настали из њега постструктурализам и постмодернизам, где су структуре тумачене као лингвистичке инваријанте.